# Дамке, Бертольд
Бертольд Дамке (нем. Berthold Damcke; 6 февраля 1812, Ганновер — 15 февраля 1875, Париж) — немецкий пианист, дирижёр, композитор и музыкальный критик.

## Биография
Ученик Алоиса Шмитта и Фердинанда Риса. С 1834 г. играл на альте в Ганноверском придворном оркестре, затем руководил хором в Бад-Кройцнахе, а с 1837 г. в Потсдаме. Затем жил и работал в Кёнигсберге, Берлине. В 1845—1855 годах работал в Санкт-Петербурге, концертировал как пианист и дирижёр, печатался в журналах «Библиотека для чтения», «Отечественные записки», в газете «St. Petersburgische Zeitung» и других. С 1855 г. в Брюсселе, где его учеником, в частности, был Самуэль де Ланге младший. В 1847 г., работая в России, познакомился и подружился с Гектором Берлиозом, продолжал дружить с ним в Париже, где жил с 1859 г. (преподавал музыкально-теоретические предметы в Парижской консерватории), и стал в итоге одним из его душеприказчиков. Редактировал издание произведений Кристофа Виллибальда Глюка. Был постоянным иностранным корреспондентом некоторых петербургских журналов и газет.
Написал оратории «Дебора» и «Товия», оперу «Кетхен из Гейльбронна» (1845, по одноимённой пьесе Клейста), другие хоровые, вокальные и камерные сочинения.